# Dützgraben
Der Dützgraben ist orographisch rechter Zufluss des Rotbachs auf der Gemarkung der Stadt Mechernich im Kreis Euskirchen in Nordrhein-Westfalen. Er entspringt auf einer Wiesenfläche nördlich des Mechernicher Ortsteils Glehn und fließt zunächst in nordöstlicher Richtung. Von Westen fließt ein weiterer Strang zu. Der Bach fließt in östlicher Richtung in das Naturschutzgebiet Rotbach- und Bruchbachtal und entwässert dort in den Rotbach.